# 傑志體育會歷史
傑志體育會成立於1931年，是香港歷史最悠久的體育會之一，成立至今，已服務社區超過半個世紀。傑志體育會經歷幾許風雨，見證時代變遷，仍能屹立至今，實屬難能可貴。多年來，傑志體育會對推動香港體育運動不遺餘力，成績有目共睹，亦為香港體壇培育了不少人才。
傑志體育會屬下的傑志足球隊，對香港足球運動的發展和支持，更凸顯其以推動體育運動為宗旨的精神。傑志足球隊參與香港足球總會賽事至今，分別於1947至1948年、1949至1950年及1963至1964年取得三屆香港甲組聯賽冠軍，更於1949至1950年、1959至1960年、1963至1964年及2005至2006年四度稱霸香港高級組銀牌賽事。另外，2005年至2006年更獲得聯賽盃冠軍。

## 創會前
於1928至1930年間，本港一群足球愛好人士，包括黎兆榮、何炳、楊培榮、周桂昌、張德賢、曾境康、鄧日銘﹝羅耀光﹞、劉伯禎、侯錫惠、葉林光、趙啟文、萬福祥、尹祖、楊培燊、黎兆霖、葉偉儒、葉國英、游華興等，組成傑志足球隊，參加香港足球總會舉辦之丙組聯賽，足球隊其後更更參加夏令盃、詹勳盃、八卦盃、金龍盃、士丹利盾、德權盃等賽事。1931年前，傑志體育會的前身便在這群熱心人士促成下成立。

## 正名期 （1930年代）
1931年，建議命名為傑志體育會，但隊中的成員都是社會的草根階層，收入及經濟程況較差，遠遜其他本地球會，雖然希望成立真正的體育會，但因無力籌集設施及行政等經費，未能成事。
1934年，傑志體育會發起「一仙運動」以籌集款項增置會所，在各人集腋成裘下，最終租賃了灣仔莊士頓道130號四樓為會址，正名「傑志體育會」，會方隨即訂製會章，並由阮有進擔任會長，1934年9月9日在會址舉行一週年紀念，是日到會者除該會職員外，計各團體球隊代表及來賓不下30餘人。最終於1938年勇奪乙組銀牌冠軍，但當時的會務純以足球為主，未涉及其他運動項目。

## 滄桑期 （1940年代）
於1939年的太平洋戰爭，日軍侵略香港，香港經歷三年零八個月的黑暗時間，傑志體育會會務亦被迫中斷。更可惜的是，本會會所更不幸遭日軍戰機投彈擊中，傑志體育會多年來存於的文獻，一下子灰飛煙滅，令會方各友好的心血盡付東流。
1945年，日本投降徹出本港。經三年零八月後再重整旗鼓，體育會的各會員立即重返香江，攜手重組會務，過程雖歷盡艱苦，但為了推動足運，各人無半句怨言。 1946年傑志丙組升上乙組， 全部班費由胡好先生捐贈。期後，會方更全力協助復興中華業餘體育協會，協助組織香港華人足球聯會，發起組織香港華人足球裁判會，發起組織香港華人足球員聯誼會，為足球運動寫下新的光輝一頁。

## 復光後 （1950年代 - 1980年代）

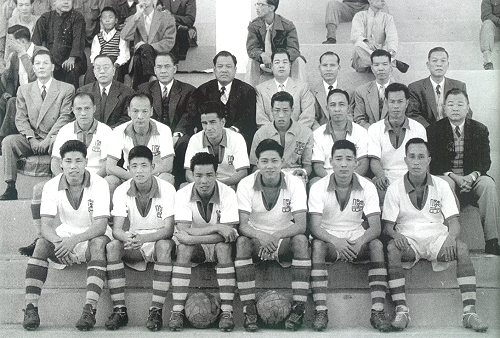
1959年傑志體育會到澳門作籌款義賽時的全體合照

第二次世界大戰完結後，香港足球聯賽回復正常，傑志會亦復會，惟不少體育會的資料已因二戰而流失。傑志在1947－48球季首次參加甲組聯賽，即獲得聯賽冠軍，其後於1949－50球季及13年後的1963－64球季同時奪得甲組聯賽及高級組銀牌。球隊在之後的三十年就在甲組和乙組之間浮浮沉沉。
1948至49年度球季， 傑志發掘了一顆球壇彗星， 就是後來雄踞香港足土壇， 經被譽為香港之寶的姚卓然。姚卓然 由於技術超卓，故在傑志效力過年後，便提升上甲組一隊。是屆傑志得甲組銀牌亞軍，赴澳門、中山、石岐作義赛，姚卓然之精湛演出，更光芒四射。
1949至50年是傑志石破天驚年代，因得伍球添加盟，沈瑞慶任會長，感情財才具備，故球隊猛將如雲，謀臣眾多，甲組隊如虎添翼，而得聯賽及銀牌兩项冠軍，乙組隊也得亞軍，戰績彪炳。
1950年夏天，胡好離開足球部，返回新加坡經商，球隊主力姚卓然 等紛紛離隊，實力大減開季成績欠佳，在胡好協助下，借得「星洲七虎」-朱志成、陳家壽、唐旺、符氣榮、胡文相、馬家寶、何慶榮來港助陣，以當年業餘足球圈，確實轟動一時，也傳為佳話，可惜成績不佳，只得銀牌亞軍。其後幾季，傑志足球隊的成績較平淡。
至1959至60年度，因球會董俊英任會長，足球部又何三星及伍球添共掌帥印， 而成為較活躍一年。除參加本地元義賽外，更到南越西貢作慈善賽，戰績二負一勝。球季歇暑後，又遠征東南亞各地， 橫掃菲律賓、南越、馬來西亞、星加坡等地，建下赫赫戰果，因挾甲組銀牌冠軍威名，鄰國望風披靡，戰訊頻傳， 當年前將有張觀興、余耀德、侯榕生、曾佩雲、林尚義、劉儀、陳輝洪、黃景聰、朱家強、郭石、黎兆榮、姚卓然及郭有等十四人。
然而，盛極必衰似乎是球隊必然規律，1965至66年度，這支球隊已經上甲組十七年，在南征北戰後歸於平靜， 甚至實力大減，傑志在這一季22場比賽中只得一勝四和十七負，僅得六分，名列第十一而降落乙組， 從此在乙丙組沉淪。

## 重返甲組 （1990年代 - 2001年）
直至得足主羅鼎泉入閣， 才將這支球隊重整旗鼓。 羅秉泉是個足球發燒友， 且深明球員心理和體能量球员的情況， 而首創乙組球隊購買保險的創舉， 令球员安心比賽。，故傑志在羅鼎全接手之下， 所向無敵， 球隊去屆從丙組上乙組， 未嘗一敗。1991–92年度球季，傑志贏得乙組聯賽冠軍，闊別二十六年後重返甲組作賽，傑志終在1991-92年球季乙組聯賽中奪冠成功升班，並羅致多名如丘建威、鍾皓賢、楊熙智、楊正光等的香港青年軍成員，再加上多名外籍球員如前英格蘭國腳麥克巴咸、譚拔士、科士打、李布倫、佳亞等等。可惜因實力不足，最後仍要在94-95年球季降班。但是卻成功陪育出數位港甲日後的中流低柱，如鍾皓賢成為了港隊正選門將，是香港其中一名老牌門將、丘建威轉會數年後成為了港隊的正選和隊長，於1999年更當選香港足球先生，成為了九十年代香港其中一名標誌性的球員，譚拔士、科士打都在轉會後大放光芒，成為球隊的神射手，譚拔士更在數年後入籍香港，為港隊出戰世界杯外圍賽。

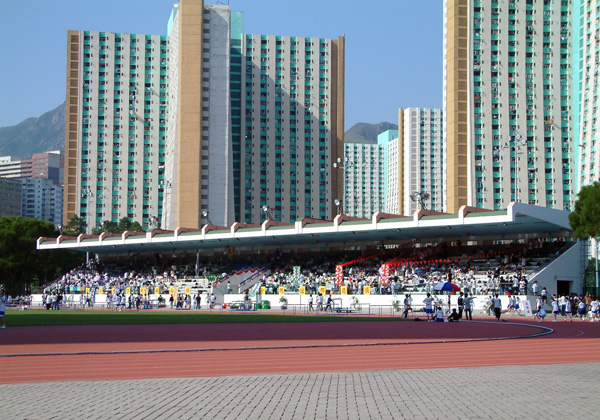
在00-01曾經使用屯門鄧肇堅運動場為主場

於99年奪得了初級組銀牌賽冠軍，並且獲得乙組聯賽的升班資格成功升班，以利偉倫、文彼得、吳偉超、高志超、何志榮、姜向暉、候慶裕、麥國輝、羅志鋒、曾兆榮及文劍虹等等的華人球員為骨幹，加上史東、卡沙、謝利及張樹棟等外援。在1999-2000年球季，季初頭五場比賽取得三勝兩和成績，包括爆冷贏南華二比一。由於大部分是年輕球員缺乏經驗，一眾外援亦因出色表現被各大球會收購，最終在2001年再次降班。

## 大幅擴軍 （2002年 - 2009年）
2002年-03年乙組聯賽，由前港隊教練陳鴻平擔任教練，加上綽號羅大俠的尼日利亞中鋒羅倫士與丘平楷成為球隊主力，再次獲得乙組聯賽冠軍而成功升班。升班後兩名功臣陳鴻平和羅倫士都轉投甲組勁旅愉園，但球會邀請了在2001年決定退出甲組聯賽的快譯通足球隊內的大部分管理人員，包括伍健，組成了新的傑志管理團隊，而快譯通的主公司權智國際亦成為傑志的主要贊助商之一。球隊亦一改以住升降機的形像，聘請了賓曹、祖雲奴域、阿拉烏蘇、佩迪里、伊藤壇、劉全昆、潘吉東等為外援球員，威廉臣、蕭國基、馮繼志及球隊隊長馮嘉奇等仍當打前港隊成員，張子鍵、陳肇麒、林嘉緯、葉志豪、張健峰等等的一眾港青隊成員，加上陳志光、鄭兆聰、林慶麟三名老將為球員兼教練，最終在2003年-04年甲組聯賽和足總盃得到亞軍，並在季尾的友賽中憑著佩迪里梅開二度以2-1擊敗由歐洲足球先生舒夫真高帶領的意大利班霸AC米蘭。
2004年-05年球季，傑志繼續增兵，雖然林嘉緯及葉志豪都被流浪外借回收，加上部份年輕球員離開。但卻從流浪買斷陳肇麒，加上港腳陳耀麟、高志超和司徒文俊，前香港足球先生譚兆偉，新星鄭禮騫，外援艾馬臣、翟冠達、李偉山、甄馬田、林俊生、利馬及季中加入的狄恩和基夫，更在季前熱身賽逼和紐卡素，希望在聯賽和名項杯賽中取得佳績。可惜遇上實力強橫的四冠王晨曦，最終再次四大階空，並失落亞協盃參賽資格。
2005年-06年球季，傑志請得剛退役的塞爾維亞外援狄恩作主教練，鄭兆聰及林慶麟為助教，初次將球隊的陣式由442轉為433。在引援方面，更請得曾在德甲打滾多年的前加納國腳中堅艾度、耶域治、蘭保域、王振鵬、中國青年軍成員石琛、張作俊，港青成員郭永樂、前港腳譚偉國、郭裕洪、郭文迪等等。球隊隊長由馮嘉奇轉為基夫。先在季前熱身賽憑著基夫梅開二度擊敗祖雲達斯，其後更奪得高級組銀牌及香港聯賽盃冠軍，成為雙冠王。
2006年-07年球季，傑志希望得到亞協盃參賽資格而繼續增兵，包括一對左右二閘梁志榮與陸冠邦，塞爾維亞中堅韋達高，國援防中高文，喀麥隆防中盧沛迪，前港甲神射手亞古沙等等，實力是近年最強。但商人羅傑承同年入主另一香港足球班霸南華，大量收購高質球員，無論在場內或場外都跟傑志針鋒相對。最終傑志竟然在領前7分下被南華後來居上，在同分的情況下被南華以對賽紀錄壓過失落冠軍錦標，只能奪得2006－07的聯賽盃，兩軍開始成為死敵。

在競爭對手南華日益狀大，與及應付亞洲足協盃，傑志收購了多名新面孔作準備，包括前馬其頓國腳哥倫、拿美、加薩、巴西進攻中場安達臣、快馬麥基、港隊正選盧均宜、奧運隊隊長李恆滙，提升了小將葉頌朗和盧志軒上一隊，更任命效力年資最長的陳肇麒為隊長。但同時亦放走隊長基夫、韋達高等良將。球隊在季初的表現不理想，在上半季聯賽只能得到3勝4和2負的劣績，雖然在高級組銀牌以2-1氣走南華晉身決賽，但在6天後的聯賽第10輪卻慘敗南華0-5，高級組銀牌決賽亦因門將王振鵬的兩次低級失誤，1-3飲恨落敗屈居亞軍。球隊表現欠佳，教練狄恩亦成為了犧身品。在2007年12月27日，球隊解僱了狄恩，委任助教朱志光為傑志代教練。
朱志光的足球風格消極，經常要求身為大球會的傑志以防守為先，帶領球隊踢532陣式，放棄使用了數年的433攻擊型陣式。
球員不習慣，球迷不滿意，令球隊的成績不升反降。下半季聯賽只能再取2場勝仗，排名是重返甲組後最差的第5名、足總盃首圈出局、期待已久的亞協盃只能得到1勝1和4負第3名出局、聯賽杯雖然晉身決賽，但在決賽中竟然將身為隊長並且表現不差的陳肇麒在五十分鐘換離場，最後傑志慘負南華2-4。賽後一眾傑志球迷在旺角場大叫「朱志光落台」，陳肇麒更在網上討論區表示非常不滿，這亦是陳肇麒季後離隊的導火線。
2008年4月，身為隊長的陳肇麒在操練中與隊友王振鵬爭執，並互相揮拳。其後更拒絕向球會致歉，遭球會即時無限期雪藏，並去信足總取消其香港足球明星選舉的提名資格，並禁止以借將身份為南華邀請隊對曼城的賽事上陣。
2008年4月30日，小將盧志軒於亞洲足協盃賽事後備上陣，當球賽進行到85分鐘時，他突然在球場上昏倒，沒有心跳及呼吸，其後立刻被救護車送到廣華醫院的深切治療部留醫。香港傳媒廣泛報導事件，並引起部分網友關注。5月1日的凌晨，盧志軒的情況轉為危殆，並傳出部分腦幹死亡的消息。於同日晚上八時，盧志軒恢復心跳，但仍未甦醒，主診醫生表示盧志軒只有五成機會甦醒，並要視乎他的求生意志，在這段時間他雖未甦醒但對外界有反應。
5月2日早上約10時，盧志軒甦醒，並且能認人，醫生相信他已康復過來，但昏倒原因仍然未明，並要在深切治療部繼續觀察。
5月3日，有球迷在當天的香港足總盃迎戰公民的賽事發起簽名運動，以祝福盧志軒。雖盧志軒甦醒過來，但港人仍然關注他的情況，他於同日登上了雅虎香港熱門搜尋榜。
2008-09球季，傑志為加強球隊競爭力決定大換血，聘請前貝迪斯助教摩蘭奴擔任教練，並羅致白賀斯、森姆迪奧、沙普華達等具一定質素的外援球員和林家良、陳文輝、曾錦濤、舊將林嘉緯等華人球員。但同時將效力多年的隊長陳肇麒以80萬賣到死敵南華，陸冠邦、林俊生、張健峰、盧沛迪、李健一拼賣到新球隊天水圍飛馬，盧志軒掛靴，一眾外援耶域治、安達臣、賓曹、亞古沙、哥倫分別離隊他投。然而隨著白賀斯因不適應香港生活離隊，沙普華達因態度問題被炒，球隊雖然僅得二場敗仗，但不足以威脅南華，全季除了在代教練鄭兆聰領導下在作客大球場0-1擊倒南華打破對方不敗奪冠的美夢之外可謂無甚亮點，3項盃賽階無法打入決賽。季前計劃破產，且被批評踢法沉悶，摩蘭奴於2009年3月3日以回國照顧病母請辭，由助教鄭兆聰接任教練職務，朱志光從旁協助。不久，森姆迪奧也被會方解僱，摩蘭奴季前引入的外援大部份已離開。

## 西班牙化 （2009年 - 2015年）
2009年3月30日，傑志借「香港巴塞足球學校」前往巴塞隆拿參加依比利盃的青年錦標賽，到西班牙物色新教練，於5月9日宣佈落實聘請荷西甘巴爾，並透過荷西甘巴爾從西班牙羅致了5名外援來港效力，原有的外援全部不獲留用。2009年8月17日，在香港大球場舉行的首屆香港慈善盾比賽，傑志憑藉西班牙新兵禾志利和拿素爾的入球，以2－0擊敗上屆聯賽冠軍南華，在新球季旗開得勝。2009－10球季冬季轉會期間，六名西班牙外援中的禾志利及魯爾托利斯分別因探親及不適應香港生活為由離隊，會方羅致四海流浪球員梁子成、文嘉，以及向大中收回借將阿歷士補充兵源。2010年1月30日，在小西灣運動場舉行的第108屆高級銀牌 決賽，傑志雖憑梁子成及拿素爾先下兩城領先上半場，但被體能較佳的南華在下半場短時間內連入兩球扳平，最後更慘敗2－4，痛失下季亞協盃參賽資格。2010年3月7日晚上，在青衣運動場舉行香港足總盃初賽，與沙田激戰120分鐘踢成2－2平手，互射12碼總比數4－5爆冷被淘汰，再一次四大皆空。
傑志於2010年夏季轉會市場，再次向西班牙物色比禾志利更佳的鋒將加盟，教練荷西甘巴爾並獲邀請多執教兩年。2010年7月26日召開季前記者會，公佈來季人腳，原有外援只留用羅沙度一人，有四名新援來投，包括兩名前西甲球員盧比度及丹尼、西丙射手祖迪和加泰隆尼亞聯賽長人中堅列斯奧。華將方面，除了郭劍橋、燕鳴昊、唐建文、葉頌朗、鄭璟昊、陳嘉晉繼續外借大中外，李恒滙也加入外借大中行列，鄭禮騫則轉投南華，羅致了五名新華將包括：新界地產和富大埔中場蘇來強、愉園中場曾至孝、沙田中場朱兆基和前鋒曾健晃，以及天水圍飛馬門將李健回巢。新球季班費為一千萬(三百萬用於青訓)，目標直指聯賽及盃賽冠軍，以賀球會創會80周年。
在球隊確定來季人腳後，華人在7月26日展開新一季操練，由於獲贊助商贊助70萬，故球隊在8月初赴西班牙，與兩名在西班牙集訓一個月的李嘉進及顏樂楓匯合，在一個位於巴塞隆拿與維拉利爾之間的加泰隆尼亞區城市塔淘沙進行季前集訓，期間踢5場比賽，對手將會是西丙球隊塔淘沙、安保斯達、維拉利爾B隊、巴塞隆拿B隊及愛斯賓奴B隊，回港後也約戰了中甲球隊廣東日之泉及澳門代表隊，而球隊在9月除了聯賽外，還需參與新加坡盃賽事，但最後力戰出局．加上高級組銀牌被四海流浪意外擯出局，只得全力應付聯賽，雖球隊在榜首大戰勝南華4-3，但意外遭公民逼和，未能保住榜首之位至2011年。
2010年4月29日，傑志被新加坡足總邀請參加新加坡足總盃，他們將連同新加坡聯賽球隊及一同獲邀參賽的南墨爾本、曼谷玻璃隊、金邊皇冠一共十六隊以淘汰賽決勝負，此項賽事只能派出四名援將，是皮利斯、羅沙度、拿素爾及文嘉，由於奧利已被球隊放棄，故他不會隨隊參賽，而替代人選是李瀚灝，雖然冠軍可獲亞協盃資格，巴塞足校也會和新加坡U10、U12代表隊及新潟天鵝乙少年隊作賽，值得一提，傑志是香港首支球隊參加此賽事。傑志在16強迎戰中超球隊北京國安青年軍，在先落後一球情況下，憑鄭少偉及鄭禮騫先後建功1-2反勝對方，晉身八強。八強對手將會是法國球會伊圖瓦勒。球隊9月尾前往新加坡，八強採取雙回合制，對手是聯賽榜首的法國球隊伊圖瓦勒，首回合先輸0-2，次回合雖曾領先2球，但最後被逼和4-4，兩回合計敗4-6出局。
為增強球隊實力及填補列斯奧傷出的位置，球隊於2011年季中轉會窗購入中場迪亞斯及預購港會前傑志青年軍夏志明，迪亞斯的表現不俗，唯由於季尾列斯奧傷愈，他的任務已完成，故球隊在季尾不與他續約，至於夏志明，續以借將身份效力港會至季尾，下季才正式來投。2011年4月3日，在將軍澳運動場舉行的香港甲組足球聯賽，傑志主場以2-0擊敗南華全取三分升上榜首。2011年5月6日，隨著傑志7-2狂勝港會後，在積分榜18戰得44分以4分優勢領先當時少打一場的南華，奪得球會47年來首個聯賽錦標，更得到2011年巴克萊英超亞洲盃及亞洲足協盃的參賽資格，由於球隊在聯賽累積入球衝破50大關，球員總獎金將增加50%，以示鼓勵。2011年5月15日，傑志在香港足球會國際七人足球賽銀盃組先後擊敗英格蘭勁旅格拉斯哥流浪及利物浦，決賽憑盧比度入球以1球小勝些路迪，雙喜臨門。2011年5月27日，為慶祝球隊80週年會慶，會與西班牙勁旅維拉利爾拍跳，賽事亦會為日本災民籌款，日本國寶中田英壽已答應在當日穿著80號球衣為傑志上陣，可惜以0-3不敵對方。

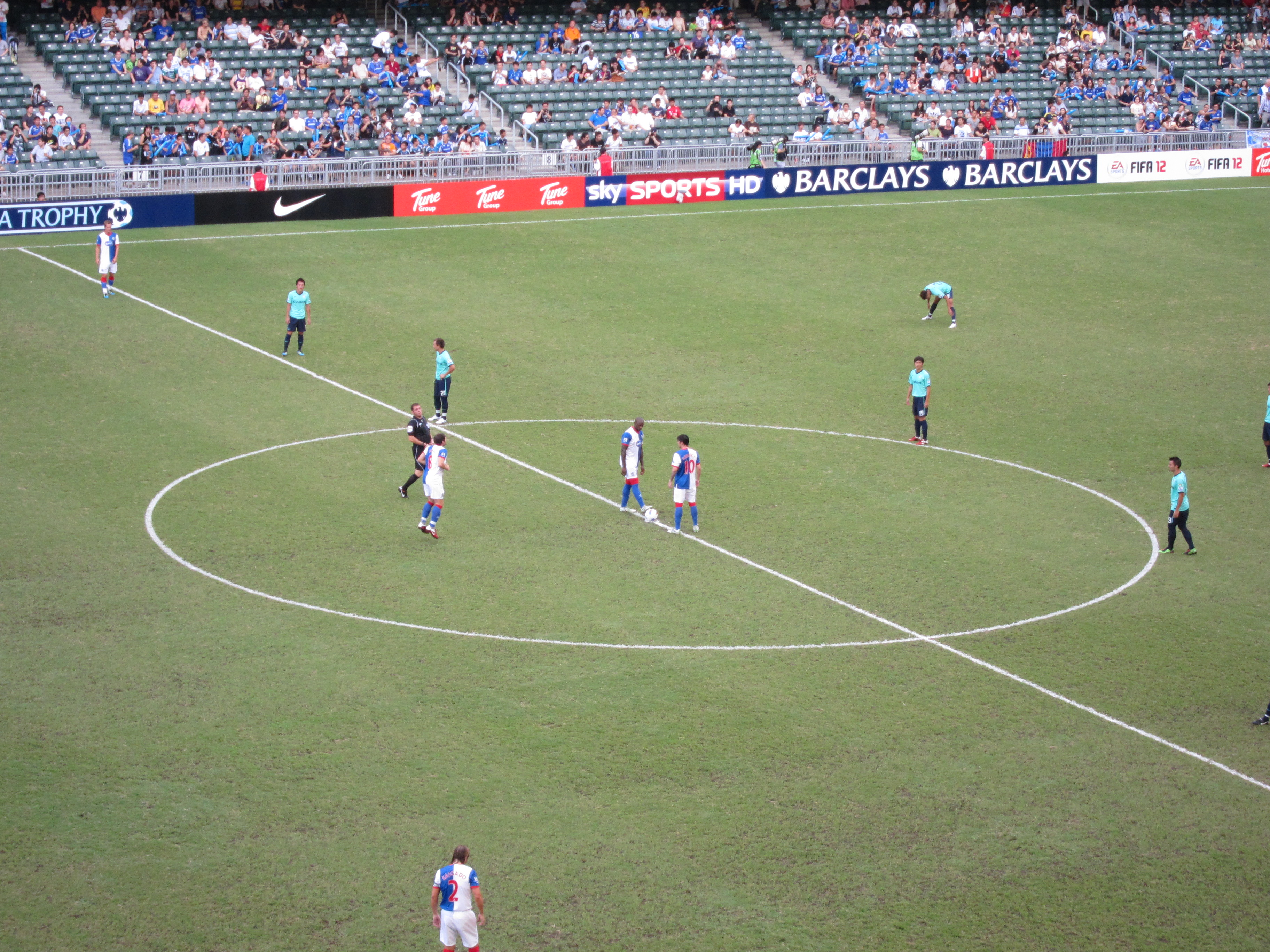
傑志對布力般流浪

2011年7月27日，傑志在巴克萊英超亞洲盃中以0–4不敵車路士，再在3天後以0–3不敵布力般流浪。於2011年夏季轉會市場中，傑志收購中場黃洋及翼鋒羅志焜，在8月收購澳洲中堅米高。2012年1月，傑志先後放棄一對正選中堅米高及羅沙度，簽入前英超球員巴基斯坦國腳列文、前鋒雅高及巢鵬飛。2012年4月15日，傑志於聯賽盃決賽以2–1擊敗天水圍飛馬，取得今季第一項冠軍。再在5月9日以2–2賽和馬來西亞勁旅丁加奴，在亞協盃分組賽中首名出線，傑志於5月20日以4–1擊敗標準流浪，成功衛冕聯賽冠軍，5月23日，傑志雖然在亞協盃16強以0–2不敵由前教練狄恩帶領的印尼勁旅阿雷馬，5月26日在加時賽中落後天水圍飛馬1–3的情況下，憑著盧均宜與盧比度先後建功以3–3逼和天水圍飛馬，互射十二碼以5–3擊敗天水圍飛馬奪得足總盃冠軍，首次成為三冠王。
2012年7月29日，傑志於香港大球場迎戰英超勁旅阿仙奴，並首播會歌MV，傑志憑雅高和丹尼的入球兩度領先之下，最終雙方打成2–2，平分賽馬會慈善信託基金挑戰盃，傑志2011年度蟬聯聯賽冠軍及榮膺三冠王功臣盧比度於賽事中榮休，轉任球隊助教和青訓教練。傑志在2012年夏季轉會市場買入西班牙前鋒卡里爾，頂替退休及轉任助教的盧比度，會方從日之泉JC晨曦簽回前鋒鄭少偉，以及在已散班的港菁收回後衛曾至孝。季中更將卡里爾外借，並簽入前世青盃神射手干拿高，大肆擴軍令傑志實力大增，力圖完成聯賽三連霸的偉業，但由於季中球員傷患情況嚴重，最終僅能奪得2012年度的聯賽亞軍。
雖然失意於聯賽，但傑志憑季末狀態回升亦能完成餘下的目標，於2013年4月28日的足總盃4強作客以2–0，總比分3–1擊敗南華晉身決賽，2013年5月11日，傑志憑著前世青盃神射手干拿高射出一記三十碼的遠程炮，以1–0擊敗太陽飛馬奪得球會史上第二座足總盃冠軍。三天後2013年5月14日，傑志在亞協盃16強比賽中，作客 2–0輕取馬來西亞聯賽冠軍吉蘭丹，創下傑志創會82年來，首次晉級亞洲賽八強的紀錄。其後傑志亦在首次舉辦的香港甲組足球聯賽季後賽中擊敗南區及屯門，取得2014年亞協盃香港代表資格。
2013/14球季，季後傑志主教練甘巴爾辭任，轉戰澳洲職業足球聯賽執教阿德萊德聯，而傑志繼續師承巴塞隆拿厚聘曾任職巴塞足球學院的教練，高美斯出任傑志主教練一職，並簽入其中一位在香港最受球迷歡迎的外援巴倫古素代替表演未如理想的干拿高，球隊預期於2013年度球隊風格會維持不變，繼續以地面進攻為主。2013年7月29日，傑志在香港大球場與英超球會曼聯合辦表演賽事，在39,000名觀眾見證下，傑志以林嘉緯一球「世界波」及艾力士的入球幫助球隊收窄差距，雖然傑志最終已2–5不敵曼聯但卻贏盡全場球迷的掌聲。2013年11月15日，高美斯與球隊高層在方針上出現分歧，雙方協商解約，主教練一職由鄭兆聰暫代，2014年4月5日，傑志在青衣運動場以0–2擊敗日之泉JC晨曦，提早四輪奪得聯賽冠軍，最終更以全季18場保持不敗的成績勝出，成為史上第六支不敗奪冠的香港球隊，2014年5月14日，傑志在亞協盃16強以2–0擊敗印尼勁旅阿雷馬，除了成一報兩年前一敗之仇外，更連續兩年殺入亞協盃8強，5月21日，球隊宣布兩位代教練鄭兆聰和朱志光將會返回助教和足球總監的職位工作。
2014/15球季，總領隊伍健在Facebook宣布傑志成功聘任前維拉利爾主教練摩連拿擔任傑志新教練一職，簽約兩年。2014年7月29日，傑志於香港大球場與法甲班霸球會巴黎聖日耳門合演表演賽，傑志靠西班牙外援巴倫古素入球爆冷領先，之後完場前艾力士為傑志建功，雖然巴黎聖日耳門最終都大勝傑志6–2，但傑志卻獲全場球迷報以掌聲及歡呼聲。2015年5月12日，傑志於亞協盃F組小組賽最後一輪在旺角大球場主場以2–2賽和印度勁旅東賓高，以小組次名出綫亞協盃16強，於2015年5月27日的亞協盃16強淘汰賽傑志作客以2–0擊敗H組首名印尼勁旅萬隆，昂然與南華，歷史性首次兩支港超聯球隊共同晉級亞協盃8強。
2015年7月14日，傑志於季前記者招待會宣佈將由前馬德里體育會B隊教練加西亞出任教練一職，他曾一手提拔費蘭度托利斯，艾華路莫拉達等西班牙球星，這位「昔日金童」費蘭度托利斯曾在其自傳中，以整個章節描述與這位恩師之間的關係，更稱加西亞為職業生涯中「最重要的教練」。2015年8月26日，亞協盃八強首回合，傑志作客0–6大敗於曾在2009年亞協盃四強次回合以1–0擊敗南華及先後勇奪三屆亞協盃冠軍的西亞勁旅科威特SC，2015年9月16日，傑志於主場旺角大球場迎戰科威特SC的亞協盃八強次回合，結果傑志在上半場領先1球下，下半場被科威特SC逼和1–1完場，兩回合總計傑志以1–7大敗科威特SC，在本屆亞協盃與死對頭南華雙雙八強出局，
2015年9月26日，傑志改為由加西亞執教後，巴倫古素因與球隊戰術不合，亦因狀態下跌的情況下淪為後備，入球數字大減，2016年1月30日，傑志為了讓新援羅勳奴可以註冊上陣踢港超聯，公佈取消巴倫古素的外援球員註冊名額，連帶亞協盃外援名額亦被褫去，巴倫古素只能跟隨傑志操練而在正式比賽時作為座上客，令球迷極為不滿，每逢比賽前，傑志球迷都掛上聲援巴倫古素的橫額及其9號球衣，以示對該前亞協盃神射手的支持，雖然巴倫古素在季中獲數支本地球會招手，但心懷傑志的他只想留在球隊繼續操練，直到一天球隊願意再次把他重新註冊，2016年3月10日，在雙方的同意下球隊與巴倫古素提前解約一年，被傑志取消註冊的巴倫古素則轉投印尼球隊萬隆。2015年11月17日及之前2018年世界盃亞洲區外圍賽賽事，入選香港足球代表隊的傑志球員表演非常出色，包括王振鵬、盧均宜、林嘉緯、安基斯、保連奴、艾力士及辛祖，當中部份球員吸引中超及中甲球會球探留意，但傑志為了在2016年2月要應付2016年亞洲聯賽冠軍盃外圍賽，傑志行政總監朱志光表示要視乎內地球會付出多少轉會費，才會讓旗下球員轉戰內地球圈，2016年1月，傑志中場保連奴轉會到中甲球會深圳宇恆，簽約兩年。

## 初次向亞冠盃進發 （2016年至今）

#### 2016/17球季
2016－17球季，傑志於2016年7月13日正式開操，季前公佈新加盟球員名單（包括前漢堡後衞25歲港德混血兒林志堅與兩名新西班牙外援）及外借球員名單，林志堅決定加盟傑志受到大批港超聯球迷關注。傑志目前中場線已經有林柱機、林恩許同林嘉緯，加埋林志堅，「林氏四傑」打造黃金中場。2016年12月27日，前南韓國腳金東進抵港正式加盟傑志，這位曾於2003年至2010年代表南韓國家隊上陣62次，包括參與2006年德國世界盃決賽周、及為辛尼特奪得歐洲足協盃及歐洲超級盃的後衛，稍作休息後就會正式開始操練。2017年1月11日，傑志宣布簽入曾為匈牙利國家隊上陣多達40場的中場球員華杜斯，雙方簽約4個月至季尾。2017年1月15日，傑志於香港大球場憑林志堅及林恩許的入球以2–1擊敗東方龍獅，自2006年以來相隔11年，再次贏得球會史上第6個香港高級組銀牌錦標，2017年1月25日，傑志於亞冠盃外圍賽第二圈在香港大球場迎戰越南勁旅河內FC，憑辛祖，艾力士及林嘉緯的入球加時以3–2絕殺河內FC，歷史性晉級亞冠盃外圍賽附加賽圈。2016年10月6日，盧均宜於傑志以1–1賽和南華的聯賽達成250次上陣里程碑，而賽前傑志會長伍健親自向盧均宜及其家人頒發獎座。
2017年1月28日和31日（即年初一、四）傑志獲香港足總批准承辦代表參與丁酉賀歲盃賽事。成功邀請今屆南韓經典K聯賽冠軍FC首爾、泰國超級聯賽冠軍蒙通聯、大洋洲足球聯賽冠軍新西蘭奧克蘭城來港與球迷賀歲，同慶雞年。至於1月31日（即年初四）將於同樣時間上演季軍賽及決賽。今屆賀歲盃賽事續以香港大球場作為比賽場地。如賽事90分鐘和局，將以互射點球分勝負。最終傑志要互射12碼總比數以6–5擊敗蒙通聯，決賽以0–1不敵奧克蘭城，無緣賀歲盃冠軍。2017年2月7日，亞冠盃外圍賽附加賽圈，傑志於南韓蔚山廣域市作客蔚山現代，爭奪2017亞洲聯賽冠軍盃分組賽E組參賽資格，球隊在上半場45分鐘的補時階段因中堅金奉珍的解圍失誤，被蔚山現代中場金城焕撞入先失一球，至下半場2分鍾林嘉緯罸球斬中，中堅金奉珍一頂入網，追平比數1–1，雙方在法定時間九十分鐘未分出勝負，需要以加時分勝負，在加時的上半場前鋒辛祖一次射門中柱不入，其後雙方互有攻守，而蔚山現代則佔有大量主導權仍然無法攻破傑志的「大巴」防守，雙方120分鐘仍保持1–1需以互射十二碼分勝負，互射十二碼期間傑志分別有艾力士和費蘭度射失，最終總比數負4–5飲恨出局無缘2017年亞冠盃分組賽。
2017年季中，傑志教練朱志光留意到意大利國家隊對德國國家隊的世界盃中轉打3-4-3陣式後能解決到面對對手「泊大巴」的問題，令教練團做出改變將使用了6年的4-3-3陣式轉為3-4-3陣式展開了傑志「三冠王」之路，惟傑志不時派出以外援、入籍兵、國援加上有香港血統球員組成的「零本土陣容」，正選更全無土生土長球員惹來球迷爭議，2017年4月4日，王振鵬於傑志以10–0擊敗港會的聯賽達成250次上陣里程碑，而賽前傑志會長伍健親自向王振鵬及其家人頒發獎座。2017年5月6日，港超煞科日在旺角大球場進行、由在賽前榜首領先1分的東方龍獅對次席傑志一仗決定聯賽冠軍誰屬，亦是自2006/07球季甲組聯賽南華對傑志後相隔十個球季後再掛紅旗，最終傑志憑辛祖上演帽子戲法和華杜斯的入球以4–1擊敗東方龍獅，傑志登上榜首，並成為2016–17賽季港超聯冠軍，兼奪得2018年亞冠盃分組賽資格。2017年5月14日，傑志以2–1擊敗南華成功奪得足總盃冠軍，連同早前贏得高級組銀牌冠軍及香港超級聯賽錦標，成為本地「三冠王」，並繼2011-12及2014-15球季後第三度成為本地「三冠王」。2017年5月8日，傑志召開發布會公布將於5月26日在香港大球場友賽英超亞軍熱刺合演「賽馬會傑志中心挑戰盃」，而訪港名賽事所有收益將全數撥歸傑志慈善基金作為賽馬會傑志中心發展之用，另外賽事亦是香港回歸20年的慶祝活動之一，同時在記者會上即席發布新一季主場球衣，而StubHub將成為傑志今場的球衣胸口贊助，5月25日，傑志宣布巴西外援盧卡斯加盟，5月26日，傑志最終於賽馬會傑志中心挑戰盃在香港大球場以1–4不敵熱刺，而新加盟的盧卡斯則為傑志破蛋。

### 2017/18球季

#### 本地賽事
2017年7月，傑志除了約滿離隊的羅勳奴和沈國強外所有球隊教練團和主力球員均留隊，上半季傑志將以約二十名球員成軍而在下半季會重召三至五名外借球員在亞冠盃及聯賽雙線作戰，為了填補個別位置需要簽入盧卡斯重召本地球員安基斯和保連奴歸隊，而佐迪、列斯奧和溫俊上半季會外借。 2017年9月23日，傑志以 2–1 擊敗東方龍獅，首次奪得香港社區盃。2017年10月3日，西班牙外援丹尼、列斯奧、外借球員佐迪成功取得香港特區護照，正式入籍香港。
2018年3月28日，傑志宣佈投資2000萬港元，於賽馬會傑志中心進行擴建工程，成立「傑志─中文大學運動醫學診所」。 2018年3月31日，傑志球員林嘉緯在對夢想FC的聯賽，達成第250場為傑志上陣的里程碑。2018年4月13日，傑志在旺角大球場以1–0擊敗香港飛馬，在完成16輪賽事後以14勝2和的戰績得44分，於聯賽榜拋離11分，提早兩輪成功衞冕港超聯冠軍，傑志奪得第九次頂級聯賽冠軍，四年內三度稱霸港超聯，亦成為超聯時代第一支兩連冠球隊。
2018年5月13日，聯賽煞科日成功以不敗姿態捧走香港超級聯賽冠軍錦標，亦順利用勝仗歡送行將告別的烏拉圭前鋒科蘭。2018年5月19日，菁英盃決賽，傑志憑著費蘭度個人梅開二度，協助以2：1力克和富大埔，贏得球會史上首個菁英盃錦標。2018年5月26日，足總盃決賽，傑志以2：1擊退和富大埔，成功摘下本季最後一項錦標。

#### 2018年亞冠盃賽事
2018年1月4日，傑志宣布簽入曾為烏拉圭國家隊上陣多達112場的前鋒球員科蘭，雙方簽約至季尾。另外，丹尼、列斯奧、以及外借球員佐迪已經獲亞洲足協確認合資格以本地球員身份出戰2018年亞洲聯賽冠軍盃分組賽比賽。
2018年1月12日，傑志正式公布球會於亞洲聯賽冠軍盃分組賽事及下半季計劃，球會已經正式與烏拉圭國家隊前鋒球星科蘭簽約至季尾，並會成為亞冠盃其中一位重要外援。除科蘭外，其餘兩位亞冠盃外援人選，將分別為華杜斯及費蘭度。同時，為應付下半季的不同戰線，收回佐迪、李毅凱及鄭展龍3位外借球員。傑志亦公布了全新的亞冠盃及香港超級聯賽票價安排。
傑志於2月至4月出戰2018年亞洲聯賽冠軍盃E組分組賽，同組對手包括全北現代汽車、天津權健與柏雷素爾。 2018年1月20日，傑志全體職球員及球迷出席於賽馬會傑志中心舉行2018「信念如一」亞冠盃集氣大會及舉行之公開操練，為傑志集氣。
2018年3月14日，傑志憑後備上陣的年青球員鄭展龍的世界波，以1比0擊敗上屆日本職業足球聯賽殿軍柏雷素爾，取得球隊於亞洲聯賽冠軍盃首勝，賽後鄭展龍更獲選為全場最佳球員。 2018年4月18日，傑志出戰最後一場亞洲聯賽冠軍盃分組賽事，作客韓職一哥全北現代汽車，以3球落敗，終以1勝5負完成該季亞洲聯賽冠軍盃分組賽。

#### 女子隊成立
2017年10月24日，前身為龍門女子足球隊易名為傑志女子足球隊參與角逐香港女子足球聯賽。 2018年3月10日，傑志女子足球隊成為應屆冠軍。

### 2018/19球季
2018年7月4日，傑志正式宣佈曾效力華倫西亞、利物浦、祖雲達斯及巴黎聖日耳門等著名球會的馬里外援中場球員施素高已經落實加盟。 2018年7月12日，傑志宣佈簽入克羅地亞外援泰迪、鞠盈智、中村祐人。 2018年7月26日，傑志已定於8月18日(星期六)及8月25日(星期六)晚上八時正假旺角大球場舉行兩場季前熱身賽。首場賽事將出戰泰國超級足球聯賽球隊武里南聯。第二場賽事將會與越南甲級聯賽球隊平陽比金邁，為讓球隊盡早適應比賽節奏及為2019年亞冠盃外圍賽作準備。

#### 2019–20球季
2019年7月，傑志改由波斯尼亞籍教頭施利斯高域領軍。
2019年11月10日高級組銀牌八強，傑志10人應戰下1–5慘負理文，吃下12年以來本地賽事最大敗仗，衛冕失敗兼連續6場不勝。
2020年3月15日足總盃八強，傑志0–2不敵東方龍獅，未能爭取四連霸。
2020年3月23日，傑志宣佈教練團作出調整，總教練施利斯高域轉任球隊顧問，總監朱志光暫代總教練職務至季尾。
2020年9月27日菁英盃決賽，傑志3–1擊敗冠忠南區奪冠。
2020年10月11日港超煞科日，傑志於旺角大球場迎戰愉園。傑志最終以4–0擊敗對手，並成為2019–20賽季港超聯冠軍。

#### 2020–21球季
傑志第二次出戰亞冠盃分組賽。為了應付這項比賽，傑志於2021年1月簽下亞洲聯賽知名球星丹恩奴域。
2021年2月17日，傑志宣佈球會已經簽下兩位經驗豐富的後防球員羅拔圖和謝家強，以應付亞冠盃及本地比賽兩條戰線。3月更宣佈簽入艾力士加強攻力。
2021年5月23日，傑志在新賽制的第三循環賽事煞科日於香港大球場迎戰東方龍獅。傑志最終以2–0擊敗對手，並成為2020–21賽季港超聯冠軍。
2021年6月，傑志帶同外援丹恩奴域、基爾頓、巴爾拿及亞援朴俊炯出戰亞冠盃分組賽，對手包括廣州隊、泰港及大阪櫻花。傑志最終在小組以6戰11分排第2，因得失球差只能於分組賽止步。

#### 2021–22球季
2021年8月2日，傑志主教練朱志光，將會短暫卸下主帥工作，全身投入其原來的「足球總監」職務，為期半年。至於來季港超比賽將由助教金東進領軍，暫代主教練一職。2021年12月，隨隊接近18年的球隊管理員，人稱「波記」的李永波被傳媒確認正式榮休。
2022年4月，傑志第三次出戰亞冠盃分組賽，對手包括日本的神戶勝利船及泰國的清萊聯。
2022年4月16日，傑志出戰今季首場亞冠分組賽對陣清萊聯，憑藉明加索夫在17分鐘的入球，以1-0擊敗對手，順利旗開得勝。
2022年5月1日，傑志出戰今季最後一場亞冠分組賽對陣神戶勝利船，憑藉丹恩奴域及巴爾拿在上半場補時階段及下半場補時階段各入一球，成功以2-2迫和對手。分組賽以7分及+1的得失球差獲得最後一個最佳次名的席位並創下香港足球歷史首次晉身亞冠盃16強，16强将面对泰国的BG巴吞联。

#### 2022–23球季
2022年8月19日，傑志於亞冠16强以0-4不敵泰国的BG巴吞联，16強止步。
2023年1月22日高級組銀牌決賽，傑志1–1，互射十二碼4–2擊敗東方龍獅奪冠。

## 參看
- 傑志體育會